# Saut à ski aux Jeux olympiques de la jeunesse d'hiver de 2024
Navigation
2020 2028
Les concours de saut à ski aux Jeux olympiques de la jeunesse d'hiver de 2024 ont lieu le 20 et 21 janvier 2024 au Centre de saut à ski d'Alpensia à Pyeongchang en Corée du Sud. C'est le même tremplin utilisé pour les Jeux olympiques d'hiver de 2018.

## Qualifications
Chaque comité peut s'engager sur chaque concours individuel deux athlètes. Pour être éligibles, les participants doivent être nés entre le 1er janvier 2006 et le 31 décembre 2008. Le pays hôte est assuré de deux quota par épreuve individuelle.
Tous les CNO classé au Trophée Marc Hodler de saut à ski aux Championnats du monde juniors de ski nordique FIS 2023 et le pays hôte ont droit à un quota de deux athlètes masculins et de deux athlètes féminines. Les championnats ont eu lieu du 27 janvier au 5 février 2023 Whistler/Squamish.
| Rang | Pays       | Mixte | Hommes Indiv. | Hommes Équipe | Femmes Indiv. | Femmes Équipe | Total |
| ---- | ---------- | ----- | ------------- | ------------- | ------------- | ------------- | ----- |
| 1    | Autriche   | 6     | 15            | 10            | 8             | 5             | 10    |
| 2    | Slovénie   | 10    | 1             | 8             | 14            | 9             | 9     |
| 3    | Pologne    | 5     | 15            | 9             | -             | 3             | 8     |
| 4    | Japon      | 9     | -             | 3             | 7             | 10            | 7     |
| 5    | Norvège    | 4     | -             | 4             | 10            | 7             | 6     |
| 6    | Allemagne  | 8     | -             | 6             | 1             | 8             | 5     |
| 7    | Finlande   | -     | 10            | 7             | -             | 2             | 4     |
| 8    | Tchéquie   | 3     | -             | -             | 3             | -             | 3     |
| 8    | Italie     | -     | -             | -             | -             | 6             | 3     |
| 8    | Kazakhstan | -     | 4             | 2             | -             | -             | 3     |
| 8    | États-Unis | 1     | -             | 1             | -             | 4             | 3     |

Toutes les places de quota restantes seront distribuées aux CNO non encore qualifiés avec un maximum d'un athlète par sexe et par CNO, selon le classement des athlètes du CNO respectif dans l'épreuve individuelle de saut à ski masculin ou féminin aux championnats du monde juniors de ski nordique FIS 2023, jusqu'à ce que le quota maximum de 40 hommes et 40 femmes soit atteint.
S'il restait des quota non attribués, la FIS choisirait comme classement de référence les coupes continentales juniors.
Pour participer à l'épreuve par équipes, les CNOS doivent être en capacité d'aligner deux athlètes masculins et deux athlètes féminines déjà qualifiés. Si un CNO ne compte qu'un athlète qualifié et inscrit, le CNO est autorisé à inscrire un maximum d'un athlète par sexe du combiné nordique inscrit aux épreuves de combiné nordique.
| Masculin         | Féminin          |
| ---------------- | ---------------- |
| Corée du Sud (2) | Corée du Sud (2) |

## Résultats
| Épreuve                            | Or                                                                 | Or        | Argent                                                                                      | Argent    | Bronze                                                              | Bronze    |
| ---------------------------------- | ------------------------------------------------------------------ | --------- | ------------------------------------------------------------------------------------------- | --------- | ------------------------------------------------------------------- | --------- |
| Individuel masculin Petit tremplin | Ilya Mizernykh                                                     | 214,0 pts | Niki Humml                                                                                  | 210,7 pts | Łukasz Łukaszczyk                                                   | 209,7 pts |
| Individuel féminin Petit tremplin  | Taja Bodlaj                                                        | 214,0 pts | Josie Johnson                                                                               | 207,2 pts | Ingvild Synnøve Midtskogen                                          | 204,7 pts |
| Compétition par équipes            | Slovénie- Ajda Košnjek - Urban Šimnic - Taja Bodlaj - Enej Faletič | 893,7 pts | Norvège- Kjersti Græsli - Oddvar Gunnerød - Ingvild Synnøve Midtskogen - Mats Strandbraaten | 818,3 pts | Autriche- Sara Pokorny - Niki Humml - Meghann Wadsak - Lukas Haagen | 775,0 pts |

## Tableau des médailles
| Rang  | Nation     | Or | Argent | Bronze | Total |
| ----- | ---------- | -- | ------ | ------ | ----- |
| 1     | Slovénie   | 2  | 0      | 0      | 2     |
| 2     | Kazakhstan | 1  | 0      | 0      | 1     |
| 3     | Autriche   | 0  | 1      | 1      | 2     |
| 3     | Norvège    | 0  | 1      | 1      | 2     |
| 5     | États-Unis | 0  | 1      | 0      | 1     |
| 6     | Pologne    | 0  | 0      | 1      | 1     |
| Total | Total      | 3  | 3      | 3      | 9     |